# Dominique-Charles-Ignace d'Hausen de Weidesheim
Pour les articles homonymes, voir Hausen et Weidesheim.
Dominique-Charles-Ignace d'Hausen de Weidesheim (16 novembre 1758 à Sarreinsming - 25 mars 1824 à Sarreguemines), est un homme politique français.

## Biographie
Parent des Montalivet et des Wendel, il entre dans la magistrature et est, sous l'Empire, conseiller à la cour de Trèves. 

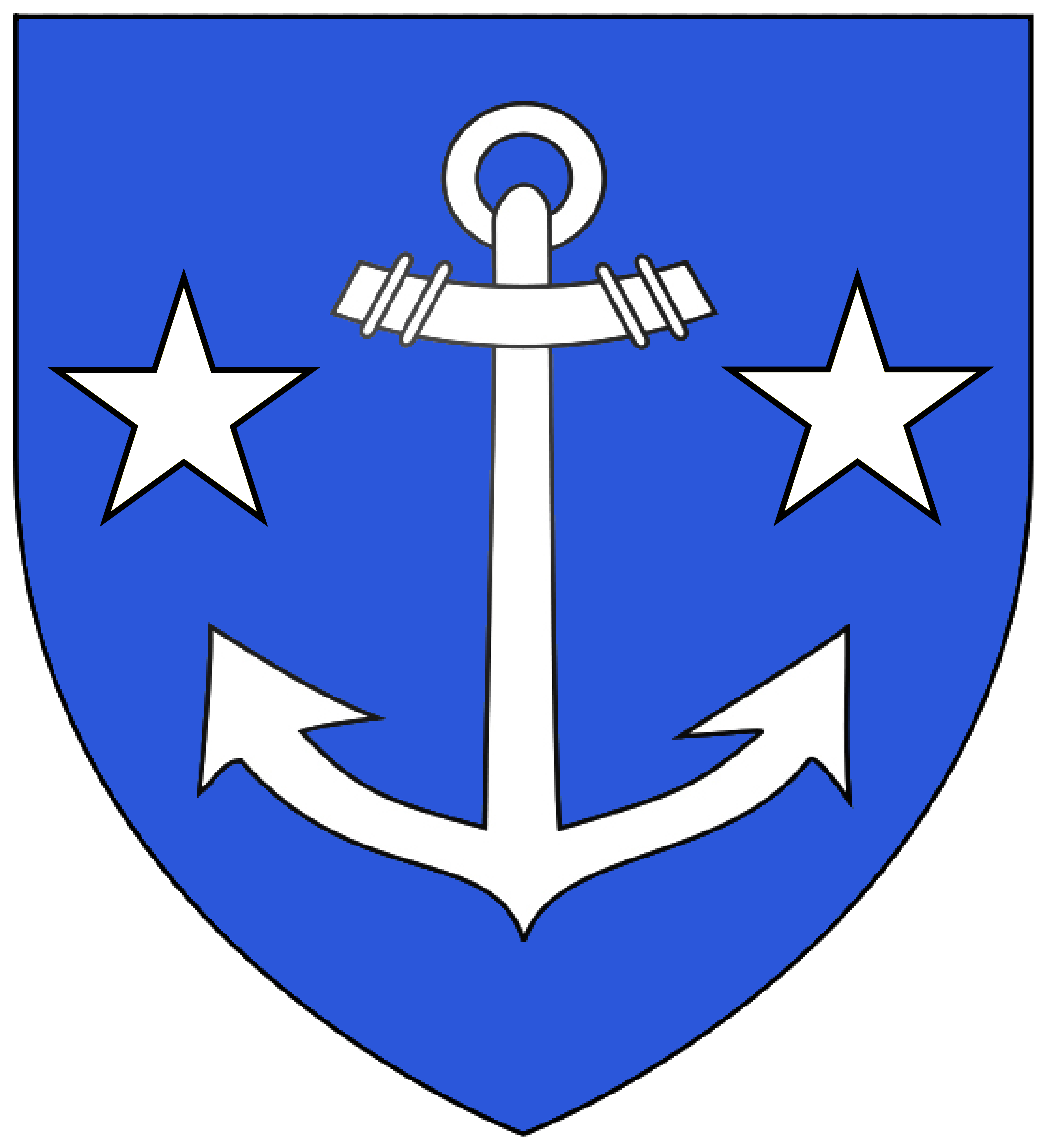
Armes de la famille d'Hausen de Weidesheim

Maire de Sarreguemines, les électeurs du collège de département de la Moselle l'élisent, le 22 août 1815, membre de la Chambre des députés. Il siège dans la minorité ministérielle, et est réélu le 4 octobre 1816 et le 13 novembre 1820. 
Siégeant au centre, il vote jusqu'à sa mort (1824) avec la fraction « constitutionnelle » du parti royaliste.

## Sources
- « Dominique-Charles-Ignace d'Hausen de Weidesheim », dans Adolphe Robert et Gaston Cougny, Dictionnaire des parlementaires français, Edgar Bourloton, 1889-1891 [détail de l’édition]